# أضواء فينيكس
أطلق هذا الاسم على أضواء لجسم غامض ظهر فوق فينيكس في ولاية أريزونا وولاية سونورا في المكسيك في 13 مارس عام 1997 وأبلغ عنهُ من قبل العديد من الناس ويدعى أنهم شاهدوا جسماً غريباً طائراً مر من فوقهم على شكل حرف V يحتوي على خمسة أضواء كروية، ويعتقد بأنه من الأطباق الطائرة التي صنعتها الحكومة وتريد اخفاء الموضوع قدر الإمكان.
ومن الذين أبلغوا عن رؤية الطبق الطائر على شكل زاوية النجار ويشع ضوء هو حاكم ولاية أريزونا John Fife Symington III

## طبيعة الحدث
في حوالى الساعة 7:55
PM MST أبلغ رجل عن رؤية جسم على شكل حرف V فوق هندرسون بولاية نيفادا و قال انها كانت تقريباً بحجم طائرة بوينغ 747 وكان لها صوت مثل الريح العاصفة وتحمل ستة أضواء في المقدمة. وكان أحد الضباط مجهول الهوية في Paulden, Arizona هو ثاني شخص يبلغ عن رؤية جسم غريب في السماء بعد أن خرج من منزله بالسيارة في حوالى 8:15 PM MST وبينما كان يقود شمالاً فكان يرى مجموعة من الأضواء البرتقالية في السماء تؤلف أربعة أضواء مجتمعين وخامس يتبعهم في المؤخرة. وكان كل ضوء يظهر للشاهد كأنه من مصدرين منفصلين فعاد إلى منزلهِ وراقبها بالنظارة المعظمة حتى غابت في الجنوب.

## التفسيرات
كان هناك تفسيران لما حدث في هذه الليلة الحدث الأول هو أن الجسم الذي شوهد من منطقة الأريزونا وحتى تاكسون من الساعة 8:15 إلى 8:45 والحدث الثاني هو سقوط تسعة اضواء خلف جبل Sierra Estrella ، الحدث الأول ليس لهُ تفسير منطقي حتى الآن بالرغم من أن هناك العديد من المقالات التي تحدثت عن انها عبارة عن طائرات ولكن العين البشرية من الممكن ان تخطيء ولم يعترف أي طيار بأنه حلق في المنطقة هذه الليلة. أما الحدث الثاني فقد حقق فيه بواسطة القوات الجوية ووجد أنها مشهد لبعض اللهب الساقط من الطائرة.